# Julián Figueroa

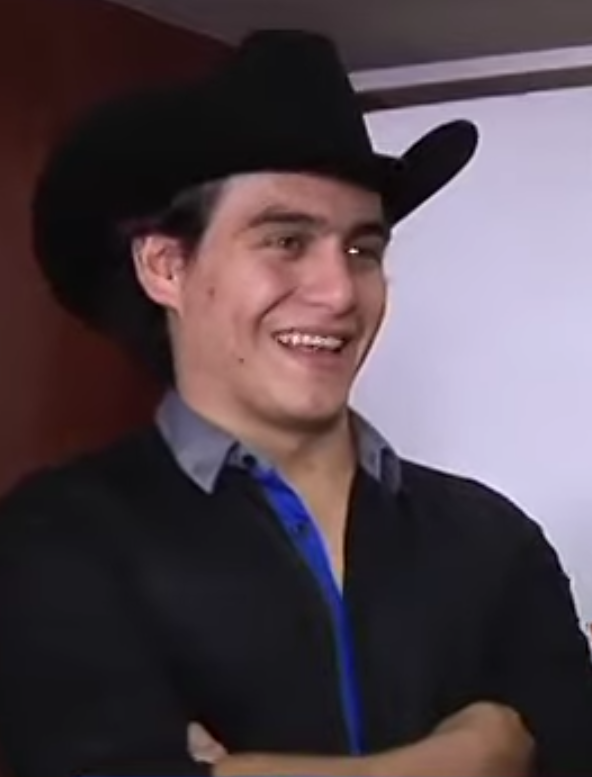
Julián Figueroa (2017)

Julián Figueroa (* 2. Mai 1995 in Mexiko-Stadt; † 9. April 2023 ebenda) war ein mexikanischer Singer-Songwriter, Musiker und Schauspieler.

## Leben und Wirken
Julián Figueroa ist der Sohn des Musikers Joan Sebastian (1951–2015) und der Schauspielerin Maribel Guardia. Sein Halbbruder ist der Musiker und Schauspieler José Manuel Figueroa (* 1975).
Er trat als Sänger landesweit auf und war zudem als Schauspieler in mexikanischen Filmen und Serien zu sehen. Im Jahr 2016 veröffentlichte er sein erstes Album. Infolgedessen absolvierte er eine Tournee, die ihn auch in die USA und durch Europa führte. Er komponierte auch für andere Musiker.
Figueroa heiratete 2017 seine langjährige Freundin. Beide hatten einen gemeinsamen Sohn (* 2017).
Julián Figueroa wurde am 9. April 2023 leblos in seinem Haus aufgefunden. Eine rechtsmedizinische Untersuchung ergab, dass er an den Folgen eines Herzinfarkts gestorben war. Er wurde 27 Jahre alt. Sein Leichnam wurde auf Wunsch der Familie einige Tage später eingeäschert.

## Filmografie (Auswahl)
- 2015–2016: Como dice el dicho (Fernsehserie, 2 Episoden)
- 2016: Por siempre Joan Sebastián (Fernsehserie, 8 Episoden)
- 2022: Secretos De Familia (Kurzfilm)
- 2022–2023: Secretos De Familia (Fernsehserie, 92 Episoden)